# Blanca Torres
Blanca Torres Pérez (Monterrey, 18 de enero de 1928 - Ciudad de México, 10 de julio de 2006) fue una primera actriz mexicana de cine, teatro y televisión.

## Carrera
Comenzó su carrera como actriz a principios de la década de los 60, trabajando en la compañía de teatro de Rafael Banquells. Participó en gran cantidad de obras presentadas en el Palacio de Bellas Artes. Durante la misma década inició su trabajo en televisión, en la telenovela El patio de Tlaquepaque de 1966. 
En la década de los 70 fue parte de la Compañía Nacional de Teatro. En 1973 debutó en cine en la cinta El amor tiene cara de mujer, adaptación cinematográfica de la telenovela homónima. A esta le siguieron reconocidos títulos como La pasión según Berenice, La casta divina, Los pequeños privilegios, María de mi corazón, Nocaut, Fray Bartolomé de las Casas y Por si no te vuelvo a ver, por esta última fue galardonada con el Premio Ariel a la Mejor Actriz de Cuadro. También desarrolló una sólida carrera en televisión, participando en una larga lista de telenovelas entre las que se encuentran: Puente de amor, La cruz de Marisa Cruces, El ángel caído, Cuna de lobos, El pecado de Oyuki, Mi segunda madre, La fuerza del amor, Alondra y Marisol entre otras.
Su último trabajo como actriz fue en la telenovela de 2002 Entre el amor y el odio interpretando a Enriqueta.
Falleció el 10 de julio de 2006 de causas naturales en el Hospital Santaelena, en la Ciudad de México. Al momento de su muerte la actriz era socia honoraria de la ANDA. Sus restos descansan en el panteón Mausoleos del Ángel de la capital mexicana.

## Filmografía

### Telenovelas
- Entre el amor y el odio (2002) .... Enriqueta
- Rosalinda (1999)
- Mujer, casos de la vida real (1994-1997) (Serie de TV, 4 episodios)
- El alma no tiene color (1997) .... Argelia
- Marisol (1996) .... Blanca
- Alondra (1995) .... Barbarita
- Amor de nadie (1990-1991) .... Santa
- La fuerza del amor (1990-1991) .... Herlinda
- Carrusel (1989-1990) .... Toña
- Mi segunda madre (1989) .... Amanda
- El pecado de Oyuki (1988-1989) .... Madre de Orson
- Cuna de lobos (1986-1987) .... Cleotilde
- La gloria y el infierno (1986) .... María
- Cautiva (1986) .... Esperanza
- El ángel caído (1985-1986) .... Doña Victoria Estévez de Quijano
- La traición (1984-1985) .... Rosario
- Bianca Vidal (1982-1983) .... Ofelia #2
- Juventud (1980)
- Acompáñame (1977) .... Trabajadora social
- El juramento (1974)
- El carruaje (1972) .... Señora Pacheco / Delia / Martina
- La cruz de Marisa Cruces (1970-1971) .... Estela
- El precio de un hombre (1970)
- Puente de amor (1969-1970)
- Mi amor por ti (1969-1970)
- Juventud divino tesoro (1968)
- Los inconformes (1968-1969)
- El patio de Tlaquepaque (1966)

### Películas
- Por si no te vuelvo a ver (1997) .... Rosita
- Fray Bartolomé de las Casas (1993)
- Noche de buitres (1988)
- Nocaut (1984) .... Madre de Rodrigo
- Fragmento (1984)
- Amor libre (1979) .... Señora ofendida
- María de mi corazón (1979) .... Blanquita
- Naufragio (1978) .... Aurelita
- La hora del jaguar (1978) .... Madre de Alicia
- Los pequeños privilegios (1978) .... Julia
- El lugar sin límites (1978) .... Blanca
- La casta divina (1977) .... Doña Amira
- El desayuno (1977)
- Los desarraigados (1976)
- La pasión según Berenice (1976) .... Merceditas
- Coronación (1976) .... Prima de Andrés
- Lo mejor de Teresa (1976) .... Madre de Aurelia
- La casa del sur (1975) .... Madre de Elena
- El amor tiene cara de mujer (1973) .... Madre de Matilde